# Szurdok (felszínforma)

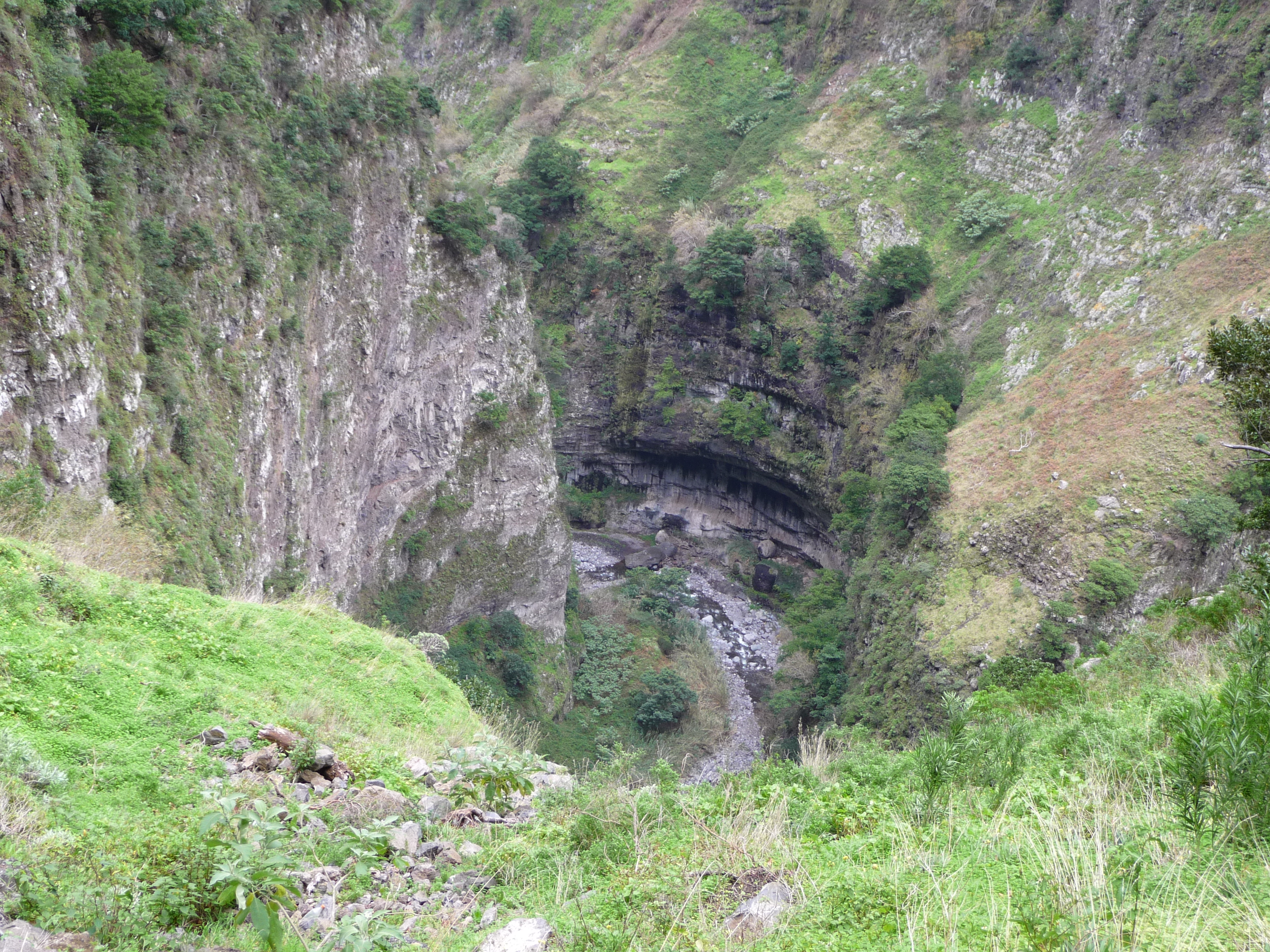
A Ribeira dos Socorridos szurdokvölgye Câmara de Lobos fölött (Madeira)

A szurdok mélyen bevágódó, meredek oldalú, keskeny, felső szakasz jellegű völgy. Mészkőhegységekben használatos neve a cluse, száraz éghajlatú vidékeken, törmelékes vagy vulkáni-üledékes kőzetekben kialakuló fajtája a kanyon.

## Cluse
A cluse (klyz) a mészkőhegységekbe vágódott szurdokok francia eredetű neve. Szinte mindig antecedens völgyképződés eredményei. A legismertebbek a Jura-hegység és a Savoyai-Alpok cluse-ei. Jellegzetes növénytársulásai (a kanyonok kivételével) a szurdokerdők.

## Kanyon

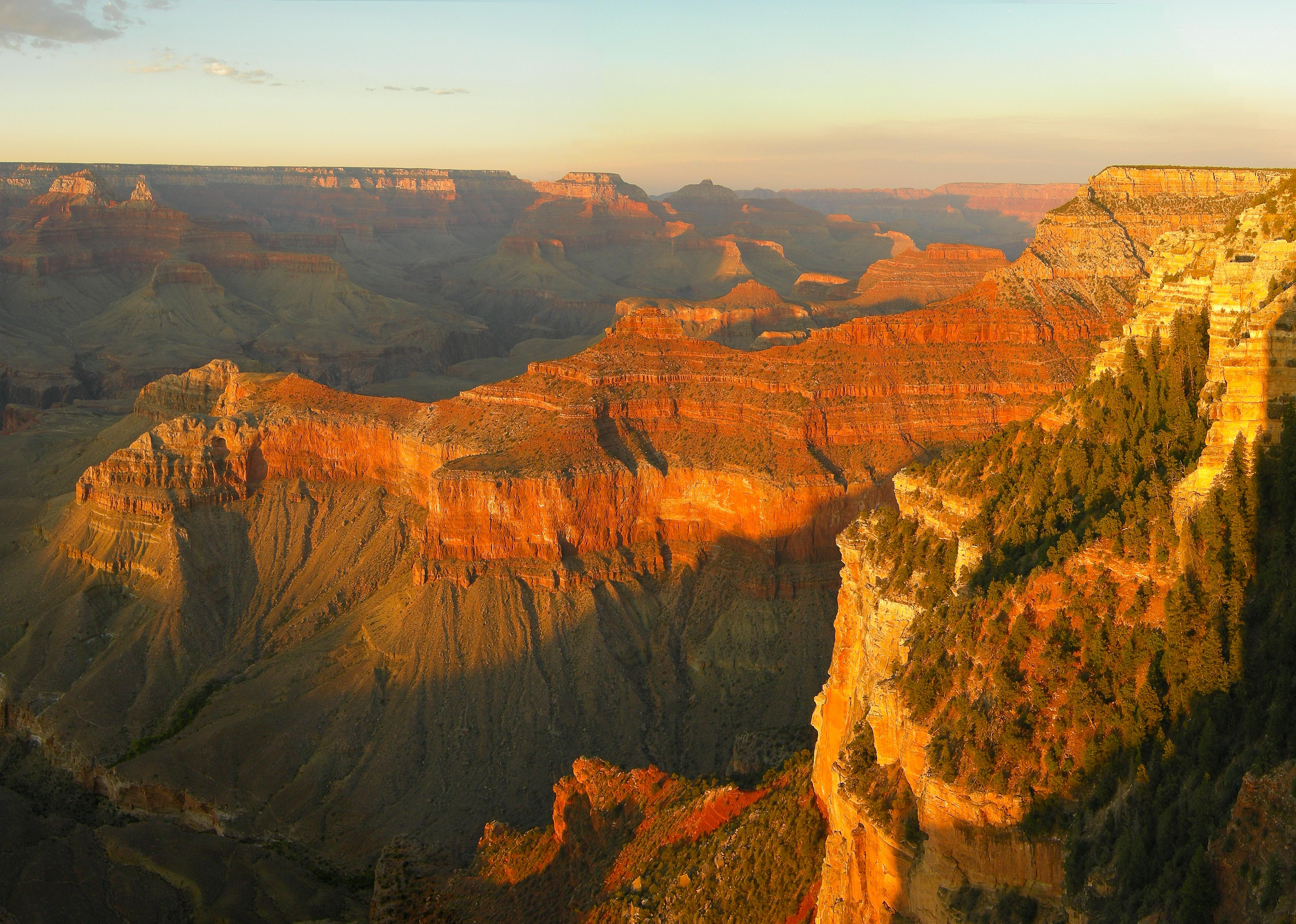
A Grand Canyon Nemzeti Park

Kanyonoknak (a spanyol cañon szóból) a száraz éghajlaton, törmelékes vagy vulkáni-üledékes kőzetekben kialakult, mély szurdokvölgyeket nevezzük. A legnevezetesebb a Grand Canyon, ami a Colorado folyó helyenként másfél kilométernél is mélyebb völgye az Egyesült Államok Arizona államában.
Kanyonnak nevezzük a kontinensek felől az óceán fenekéig nyúló, viszonylag keskeny és mély tenger alatti völgyeket is (ezek a kontinentális lejtők legjellegzetesebb domborzati formái). Ezek kisebb, kevésbé kifejlett változatai a szurdokok, a még kisebbek (gyakran ezek a kanyonok eredő ágai) pedig a horhosok.
A tenger alatti kanyonok általában többé-kevésbé egyenes vonalúak. Közkeletű vélekedés szerint a tenger alatti zagyárak alakítják ki őket.

## Magyarország nevezetesebb szurdokai
- Rám-szakadék
- Remete-szurdok, az Ördög-árok felső szakasza által vájt mély völgy Remeteszőlős és Máriaremete között
- Dera-szurdok a Dera-patak völgye Pilisszentkeresztnél
- Cuha-patak felső szakaszának mély völgye az Öreg-Bakonyban, amin a Bakonyvasút halad keresztül
- Holdvilág-árok a Domini-patak völgyében
- Áprily-völgy a Visegrádi-hegységben, a Szentgyörgypuszta és Dunabogdány között húzódó, a Mogyoró-hegy és a Len-hegy közé ékelődő vadregényes völgy, amely Áprily Lajos költőről kapta a nevét